# Polityczne Centrum Walki z Bolszewizmem
Polityczne Centrum Walki z Bolszewizmem (ros. Политический центр борьбы с большевизмом) – kolaboracyjna rosyjska organizacja polityczno-wojskowa podczas II wojny światowej
Centrum zostało utworzone w oflagu w Hammelburgu w lipcu 1942 r. z inicjatywy kombryga Iwana G. Biessonowa, który pod koniec sierpnia 1941 r. dostał się do niewoli niemieckiej. Politycznie było podporządkowane efemerycznej Rosyjskiej Narodowej Partii Reformistów. Faktyczne zwierzchnictwo pełnił Główny Urząd Bezpieczeństwa Rzeszy (RSHA). Na czele organizacji stanął kombryg I. G. Biessonow jako "generalny przewodniczący". Funkcję zastępcy ds. politycznych pełnił b. pułkownik Armii Czerwonej Nikanor N. Liubimow, szefa sztabu b. podpułkownik Wiktor W. Brodnikow, zaś szefem oddziału wywiadu wewnętrznego był b. generał major Aleksandr J. Budycho. Jednym z ważniejszych działaczy był też b. pułkownik Michaił A. Meandrow. Liczebność Centrum wynosiła 150-200 ludzi. Była ograniczona jedynie do obszaru obozu jenieckiego w Hammelburgu. Działalność organizacji przejawiała się w tworzeniu listów, ulotek, plakatów, broszur itp. o charakterze antysowieckim, które były potem rozrzucane po sowieckiej stronie frontu, a także kolportowane wśród jeńców wojennych z Armii Czerwonej. Ponadto kombryg I. G. Biessonow opracował plan tzw. desantu na GUŁAG, czyli przerzucenia drogą morską i powietrzną jednostki wojskowej złożonej z Rosjan na głębokie tyły sowieckiego frontu, na obszar sowieckich obozów pracy, z których zostaliby uwolnieni i uzbrojeni więźniowie. W tym celu rozpoczęto formowanie spośród jeńców wojennych brygady desantowej. Jednakże pod koniec 1943 r. Niemcy, którzy przestali wierzyć w możliwość realizacji operacji, aresztowali I. G. Biessonowa, osadzając go w specjalnym oddziale obozu koncentracyjnego Sachsenhausen. To samo dotyczyło jego współpracowników ppłk. W. W. Brodnikowa, płk. N. N. Liubimowa i gen. mjr. A. J. Budycho. W rezultacie Polityczne Centrum Walki z Bolszewizmem rozpadło się. Jego członkowie zostali przeniesieni do różnych oddziałów dywersyjnych podporządkowanych Unternehmen "Zeppelin", bądź do Rosyjskiej Armii Wyzwoleńczej (ROA).